# Hilarempis cyanescens
Hilarempis cyanescens är en tvåvingeart som först beskrevs av Mario Bezzi 1904.  Hilarempis cyanescens ingår i släktet Hilarempis och familjen dansflugor. Inga underarter finns listade i Catalogue of Life.